# Laurie Anderson
Laura Phillips "Laurie" Anderson, född 5 juni 1947 i Glen Ellyn i Illinois, är en amerikansk experimentell musiker vars musik brukar placeras någonstans i gränslandet mellan populärmusik och konstmusik. Hon placeras ofta i facket multi-media-performance-artist. Anderson spelar flera olika instrument, varav hon konstruerat en del själv. Bland hennes främsta instrument finns olika varianter av fiol. Hon har dessutom gjort flera multimediaverk.

## Biografi
Laurie Anderson började sin bana som performance-artist i New York på 1970-talet, men det publika genombrottet kom med scenföreställningen United States Part I-VI (1980–1984). En del av musiken från föreställningen släpptes som hennes debutalbum Big Science 1982.
Singeln O Superman nådde så högt som till andra plats på den brittiska topplistan vilket är anmärkningsvärt högt för en så experimentell artist som Anderson.
Bland musiker Laurie Anderson samarbetat med finns William Burroughs, Mitchell Froom, Peter Gabriel, Perry Hoberman, David Sylvian och Lou Reed. Hon komponerade musiken till Spalding Grays filmer Swimming to Cambodia och Monster in a Box, och har även varit röstskådespelare i den tecknade filmen The Rugrats Movie. 1986 regisserade hon en konsertfilm om sig själv, Home of the Brave. Hon återanvänder sällan gammalt material, men 2001 gjorde hon en turné baserat på det mest kända av hennes musik. Från denna turné finns skivan Live in New York.
Hon har även skrivit om New Yorks kulturliv i Encyclopædia Britannica.
Under 2023 kommer Moderna Museet i Stockholm att ha en utställning av Laurie Anderson "där nya produktioner möter tidiga verk i en betraktelse över tid och varande, tystnad och larm".

## Diskografi
Endast soloskivor - inga samarbeten eller samlingsskivor med flera artister medtagna.
- 1982 - Big Science
- 1984 - United States Live (5 LP box)
- 1984 - Mister Heartbreak
- 1986 - Home of the Brave (soundtrack)
- 1989 - Strange Angels
- 1994 - Bright Red
- 1995 - The Ugly One with the Jewels (talskiva)
- 2000 - Talk Normal (greatest hits)
- 2001 - Life on a String
- 2002 - Live in New York
- 2010 - Homeland
- 2015 - Life of a Dog
- 2018 - Landfall (med Kronos Quartet)
- 2024 - Amelia